# Schloss Elfershausen

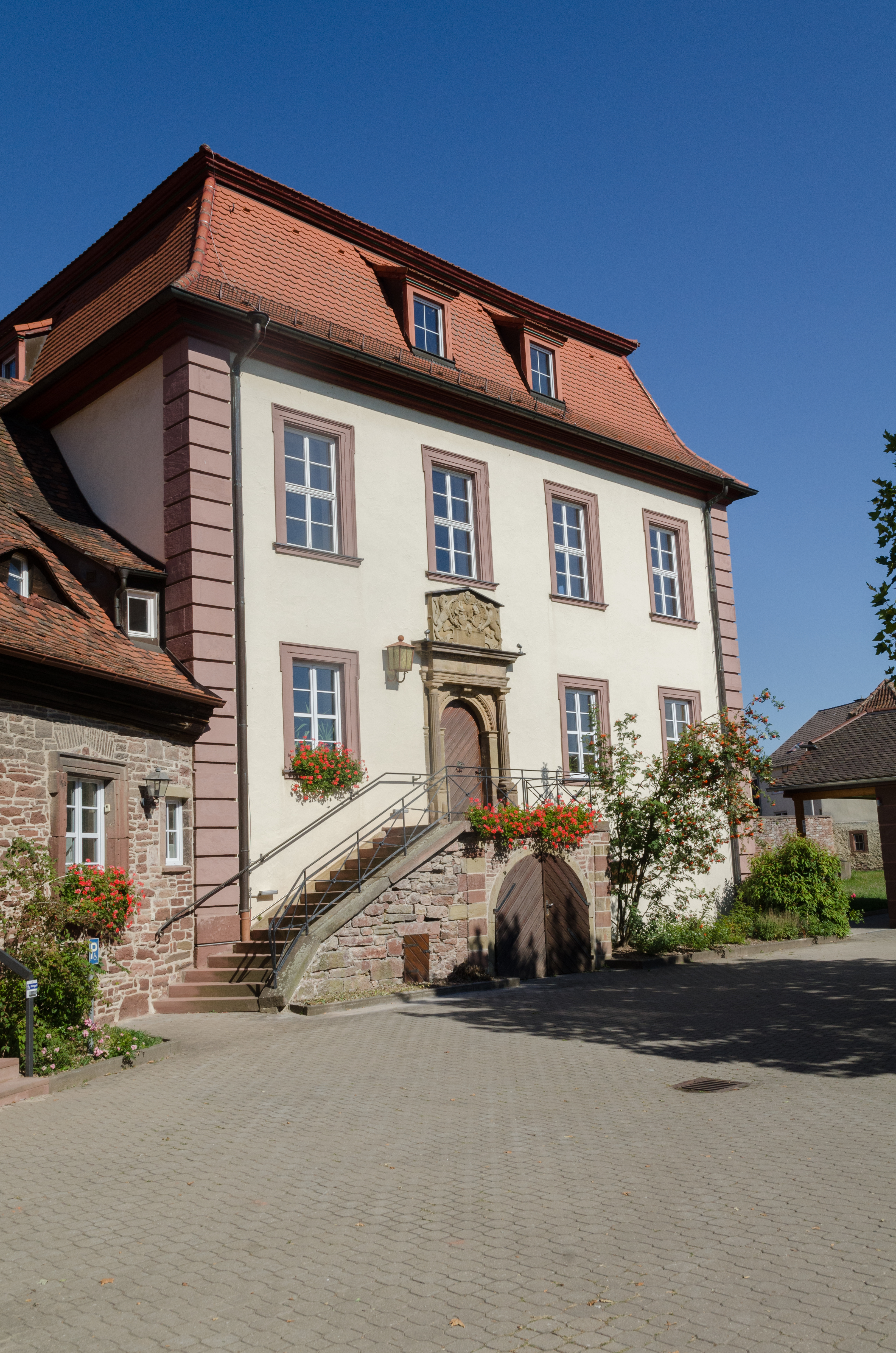
Schloss Elfershausen

Das Schloss Elfershausen befindet sich im unterfränkischen Elfershausen, einem Markt im bayerischen Landkreis Bad Kissingen.
Das Schloss gehört zu den Baudenkmälern von Elfershausen und ist unter der Nummer D-6-72-121-16 in der Bayerischen Denkmalliste registriert.

## Geschichte
Der Vorgängerbau des heutigen Schlosses Elfershausen wurde im Jahr 1562 unter Christoph Heinrich von Erthal errichtet. Dessen Sohn Georg Eyrich von Erthal baute es im Jahr 1600 um. In diesem umgestalteten Schloss wurde 1689 der spätere „Vice Cammer Praesident“ im Kurfürstentum Mainz, Philipp Christoph von und zu Erthal, geboren. Dieser sollte als in Frankreich geschulter sogenannter „Kavaliersarchitekt“ den französischen klassizistischen Stil in das barocke Mainz einführen. So lag es nahe, dass er 1747 die Schlossanlage in Elfershausen abreißen ließ, um nach seinen eigenen Vorstellungen neu zu bauen. Dazu kam es jedoch nicht mehr, denn er verstarb unerwartet 1748.
Das heutige sogenannte „Schloss“, in dem das Rathaus der Marktgemeinde Elfershausen untergebracht ist, stellt lediglich das von ihm noch 1747 errichtete Wohngebäude für seinen Gutsverwalter auf dem Areal des ehemaligen Schlosses dar. Von diesem ehemaligen Schloss zeugt heute nur noch das Original-Wappen über dem Eingang des Rathauses. Vier ältere daran anstoßende Flügel von ehemaligen Ökonomie- und Wirtschaftsgebäuden, einer davon mit einer repräsentativen, klassisch übergiebelten Tordurchfahrt versehen, stammen den Stilformen nach, und vor allem wegen der charakteristischen Konstruktion ihrer Dachstühle, von dem Hochfürstlich Würzburgischen Stadt- und Landbaumeister Joseph Greissing. Eine Inschrift über dem Tor erwähnt das Jahr 1705, die Stilformen sprechen jedoch eher für eine Errichtung im folgenden Jahrzehnt, jedenfalls wohl noch vor Greissings Tod 1721. 
Im Jahr 1805 erbte das Adelsgeschlecht Coudenhove das Schloss Elfershausen gemeinsam mit den anderen Stammgütern des im gleichen Jahr erloschenen Adelsgeschlechts derer von Erthal. Im Jahr 1905 ging das Schloss an jüdische Besitzer. In der Zeit des Nationalsozialismus ging das Schloss in Gemeindebesitz über; in dieser Zeit wurde die Errichtung einer Nährmittelfabrik im Schloss geplant. Danach diente das Anwesen bis 1968 als Unterkunft für Flüchtlinge und Aussiedler.
Nach 1968 begann die Gemeinde das Schloss für Verwaltungszwecke zu nutzen. So entstanden ab 1976 Büroräume in dem Anwesen. In den 1980er Jahren gab es vorübergehend eine Arztpraxis im Schloss, deren Räumlichkeiten nun von der Finanzverwaltung genutzt werden.
Im Jahr 1988 begann eine umfangreiche Sanierung des Schlosses.